# Tsubasa Fukuchi
Pour les articles homonymes, voir Tsubasa et Fukuchi (homonymie).
Tsubasa Fukuchi (福地翼), né le 7 février 1980 dans le département de Tochigi (au nord de Tokyo), est un mangaka japonais. 
Il remporte à 18 ans le prix du Manga College avec Kôderi. En 2001, il lance le shōnen manga La loi d'Ueki (16 volumes), prépublié chez Shônen Sunday. À partir de mars 2009, il prépublie dans le même magazine Takkoku!!!. 

## Œuvres
- Kôderi (1998)
- la loi d'Ueki (2002 à 2004) : 16 volumes
- la loi d'Ueki PLUS (2005 à 2007) : 5 volumes
- Takkoku!!! (2009 à 2011) : 6 volumes
- Anagle mole (2011 à 2014) : 5 volumes